# Мексиканская митрополия (Константинопольский патриархат)
Мексика́нская митропо́лия (греч. Ιερὰ Μητρόπολις Μεξικοῦ, англ. Orthodox Metropolis of Mexico, исп. Sacro Arzobispado Ortodoxo de Mexico) — епархия Константинопольской православной церкви на территории стран Центральной Америки, Колумбии, Венесуэлы и Карибских островов.

## История
После начала греко-турецкой войны в Мексику прибыли первые греческие переселенцы, были созданы православные общины в Мехико, Гвадалахаре и Кульякане. Но из-за того, что духовенство Американской архиепископии из США посещало эти приходы редко, церковная жизнь греческих приходов шла довольно вяло. Положение не изменил и визит в Мексику в 1936 году архиепископа Афинагора (Спиру). Из-за отсутствия нормальной церковной жизни, не говоря уже о полном отсутствии миссии, большинство греко-мексиканских семей в Мексике переходили в католицизм.
В 1964 году для окормления мексиканских приходов в Мексику был направлен архимандрит Павел (де Баллестер-Конвальер), францисканский монах, перешедший в Православие; в 1970 году архимандрит Павел был рукоположён в викарного епископа Американской архиепископии с титулом Назианский. После убийства епископа Павла в 1984 году для служения в Мексике назначались священнослужители из Соединённых Штатов.
24 сентября 1996 года решением Священного Синода Константинопольской Православной Церкви из подчинения архиепископии Северной и Южной Америки были выведены приходы за пределами США, при этом на территории стран Центральной Америки, Колумбии, Венесуэлы и стран Карибского бассейна была образована Панамская митрополия. На тот момент там было только три священника и три общины, состоявшие, в основном, из греков, — в Мексике, Панаме и Венесуэле.
2 декабря 1996 года первым митрополитом Панамским был единогласно избран епископ Дорилейский Афинагор (Анастасиадис). В январе 1997 года митрополит Афинагор прибыл на кафедру. Кафедральным городом митрополии был изначально избран город Панама, но вскоре митрополит Афинагор перенёс свою резиденцию в Мехико.
31 августа 2005 года последовало и переименование митрополии в Мексиканскую.
В 2010-е годы Православие и среди коренных жителей Гаити, Мексики, Коста-Рики, Доминиканской Республики, а также Колумбии, где был воздвигнут первый православный храм в городе Кукута в честь святых архангелов.
В Гватемале в 2010 году была принята в общение целая неканоническая православная юрисдикция, отделившаяся от римо-католической церкви. Данная группа насчитывала 388 церквей и часовен.

## Епископы
- Павел (де Баллестер-Конвальер) (15 марта 1970 — 31 января 1984), как титулярный епископ Назианский, викарий Архиепископии Северной и Южной Америки, управляющий приходами Константинопольского патриархата в Мексике

Панамская и Центрально-Американская митрополия
- Афинагор (Анастасиадис) (2 декабря 1996 — 31 августа 2005)

Мексиканская митрополия
- Афинагор (Анастасиадис) (31 августа 2005 — 24 января 2024)
- Иаков (Андриопулос) (с 2 февраля 2024)

## Викарии
- Панкратий (Дубас), епископ Скопельский (9 сентября 2012 — 3 октября 2022)
- Афинагор (Перес Гальвис), епископ Миринский (с 25 октября 2020)
- Тимофей (Торрес Эскивель), епископ Ассоский (с 8 ноября 2020)
- Исихий (Танос), епископ Маркианский (с 6 декабря 2020)
- Осия (Пата Туктук), епископ Сасимский (с 13 октября 2024)